# Bärenfels (Schiff, 1921)
Die 1921 in Dienst gestellte Bärenfels der Deutschen Dampfschiffahrtsgesellschaft Hansa (DDG Hansa) war das fünfte einer Serie von sieben Frachtschiffen für den Vorderindiendienst der Reederei, die auf der Werft Joh. C. Tecklenborg zwischen 1916 und 1921 fertiggestellt wurden.
1940 wurde die Bärenfels als Transporter für das Unternehmen Weserübung eingesetzt. Sie gehörte zur „Ausfuhrstaffel“ und sollte schwere Ausrüstungsteile und Versorgungsgüter den für die Eroberung von Narvik eingesetzten Truppen bringen. Das allein fahrende Schiff lief am 10. April 1940 in das schon besetzte Bergen ein und verblieb dort. Am 14. April erhielt sie von angreifenden britischen Maschinen einen Bombentreffer und sank.
Das gesunkenen Schiff wurde wieder gehobenen und war ab November 1941 wieder einsatzbereit. Am 14. April 1944 wurde es erneut in Bergen versenkt. Ein britisches Kleinst-U-Boot hatte die Bärenfels mit einer Haftmine angegriffen, die eigentlich dem neben ihr liegenden Schwimmdock galt.

## Geschichte des Schiffes
Die Bärenfels lief am 5. Februar 1921 als erstes Schiff eines nach dem Ersten Weltkrieg erteilten Folgeauftrags bei der Werft Joh. C. Tecklenborg in Geestemünde für die DDG Hansa vom Stapel.

Die Werft hatte zwischen 1916 und 1920 schon vier Schiffe gleichen Typs im Auftrag der DDG Hansa fertiggestellt, von denen drei auf Grund der Kapitulationsbestimmungen nach Großbritannien ausgeliefert wurden. Bei der im November 1920 fertiggestellten Frauenfels hatte die alliierte Seite wegen des inzwischen herrschenden Überangebots an Frachtraum auf eine Auslieferung verzichtet. Mit diesem ersten Neubau nahm die DDG Hansa ihren Liniendienst zum Persischen Golf und nach Indien im November 1920 wieder auf.
Die DDG Hansa hatte schon von 1898 bis 1914 eine Bärenfels eingesetzt. Dieses Schiff von der Flensburger Schiffbau-Gesellschaft erbaute Frachtschiff von 5609 BRT war bei Ausbruch des Ersten Weltkriegs in Port Said beschlagnahmt worden. Als Huntsvale unter britischer Flagge zum Einsatz gebracht, war es am 4. November 1916 östlich Malta vom deutschen U-Boot UB 43 torpediert und versenkt worden.
Das neue Schiff war, wie die 1916 bis 1920 fertiggestellten Schiffe, 149,35 m lang und 17,82 m breit. Vermessen war das Schiff mit 7596 BRT bei einer Tragfähigkeit von 11.328 tdw. Sie hatte zwei Masten, einen Schornstein, ein rundes Heck und einen geraden Bug.
Der Antrieb erfolgte über eine Dreifach-Expansionsmaschine, die eine Leistung von 3600 PSi hatte und der Bärenfels  eine Dienstgeschwindigkeit von 12 Knoten (kn) gab.

Im Mai 1928 wurde das Schiff noch auf der inzwischen zur Deschimag gehörenden Bauwerft mit einer Abdampfturbine nachgerüstet, die die Leistung auf bis zu 4100 PS erhöhte.
Neben der unter der Baunummer 285 am 2. Mai 1921 fertiggestellten Bärenfels erhielt die DDG Hansa noch die Marienfels und Ockenfels im September und Oktober 1921 (BauNr. 286/287). 1926 kaufte die Reederei dann noch das erste Schiff der Serie, die als Altenfels gebaute Eastern Prince, aus Großbritannien zurück. Mit diesem als Stolzenfels wieder in Fahrt gebrachten Schiff waren dann fünf Schiffe der Serie für die DDG Hansa im Einsatz.
Die Bärenfels und ihre Schwesterschiffe wurden bis 1939 im Fahrtgebiet der Reederei zwischen dem Persischen Golf und Burma eingesetzt. Frauenfels und Marienfels suchten im italienischen Eritrea bzw. im Iran Zuflucht und versenkten sich bei drohender britischer Besetzung selbst. Die Bärenfels gehörte zu den drei in der Heimat vorhandenen Einheiten, die alle im Kriegsverlauf verloren gingen.

### Kriegseinsatz
Im März 1940 wurde die Bärenfels als Transporter für die Operation Weserübung, die deutsche Besetzung Norwegens, herangezogen. Sie wurde der „Ausfuhrstaffel“ zugeteilt, die das schwere Gerät der ersten Landungseinheiten transportieren sollten.
In den ersten Stunden des 3. April 1940 verließ die Bärenfels mit den ebenfalls für Narvik vorgesehenen Transportern Rauenfels und Alster den Sammelplatz vor Brunsbüttel, um bis zum 9. April Narvik zu erreichen. Die drei Transporter liefen getrennt ihr Ziel an. Die schlechten Wetterbedingungen verzögerten den Anmarsch aller Transporter erheblich. Während die beiden anderen Transporter das Seegebiet um Narvik am 10. April erreichten, aber durch britische Seestreitkräfte vernichtet oder aufgebracht wurden, erreichte die Bärenfels am 10. erst das inzwischen von den Deutschen besetzte Bergen. Am 12. begann man dort mit der Entladung des Schiffes.
Am 14. April erfolgte dann ein Angriff von 15 britischen Sturzbombern des Typs Blackburn Skua auf den Hafen, die in Hatston auf den Orkneys gestartet waren. Die Bärenfels erhielt einen Bombentreffer im Achterschiff, der auch auf dem Pier lagernde, noch nicht abtransportierte Munition zur Explosion brachte. Dadurch wurde die Bärenfels schwer beschädigt und drohte zu kentern. Mit Hilfe norwegischer Bergungsschiffe wurde das Wrack stabilisiert, lag zum Teil auf dem Grund und wurde bis Ende Juni entladen. Im August wurde sie dann in ein Schwimmdock verholt und bis Monatsende eine Notreparatur zur Wiederherstellung der Schwimmfähigkeit durchgeführt. Erst im November begann die Verlegung des Schiffes zur Instandsetzung nach Oslo. Die Verlegung zog sich wegen der Wetterbedingungen und das Fehlen geeigneter Schlepper über Wochen bis weit in den Dezember hin. Erst Ende Oktober 1941 war die Bärenfels wieder einsatzbereit.
Ab Herbst 1942 wurde die Bärenfels entlang der norwegischen Küste und nach Deutschland regelmäßig als Transporter eingesetzt.

Am 14. April 1944 lag das mit Kohlen und Koks für Norwegen beladene Schiff an einem Kohlenpier nahe Bergen neben einem Schwimmdock, als es durch eine von dem britischen Kleinst-U-Boot X 24 angebrachte Haftmine versenkt wurde. Der Angriff des Bootes (Operation Guidance) galt dem Schwimmdock, das vorrangig zur Instandhaltung deutscher U-Boote genutzt wurde.
1947 wurde das Wrack der Bärenfels gehoben, um es an anderer Stelle zu verschrotten. Auf dem Weg dorthin verloren die Bergungsfahrzeuge die Kontrolle über das Wrack, das auf der Position 60° 31′ 13″ N, 5° 4′ 32″ O endgültig sank.

### Die Schwesterschiffe
| Name                               | Bauwerft               | BRT tdw     | Stapellauf in Dienst  | weiteres Schicksal |
| Altenfels ab 1926: Stolzenfels (4) | Tecklenborg BauNr. 269 | 7509 11.104 | 25.11.1915 11.11.1916 | 1919 an Großbritannien ausgeliefert, 1920 Eastern Prince, 1926 Rückkauf: Stolzenfels, September 1939 Sperrbrecher XII / 12, 20. März 1941 durch Torpedoflugzeug nahe Schiermonnikoog versenkt                                    |
| Treuenfels                         | Tecklenborg BauNr. 270 | 7471 11.780 | 4.04.1916 20.02.1917  | 1919 an Großbritannien ausgeliefert, 1920: Perim, 1935 abgewrackt |
| Geierfels                          | Tecklenborg BauNr. 277 | 7460 11.400 | 8.11.1918 29.04.1920  | Juli 1920 an Großbritannien ausgeliefert, 1921: City of Bagdad, 11. Juli 1940 durch Hilfskreuzer Atlantis versenkt |
| Frauenfels                         | Tecklenborg BauNr. 278 | 7887 11.379 | 08.1920 16.11.1920    | auf Auslieferung verzichtet, 26. September 1939 in Massaua, dort 4. April 1941 selbst versenkt, 1942 als Empire Niger wieder in Fahrt, 1948 nach Hongkong: Belapur, Snowdon Hill, Canadian Fir, 1958 nach China, 1963 abgewrackt |
| Bärenfels (2)                      | Tecklenborg BauNr. 285 | 7569 11.328 | 5.02.1921 2.05.1921   | 14. April 1940 in Bergen versenkt, Oktober 1941 wieder einsatzbereit, 14. April 1944 erneut versenkt |
| Marienfels (2)                     | Tecklenborg BauNr. 286 | 7575 11.328 | 4.06..1921 8.09.1921  | 1939 in Bandar Shapur, dort am 25. August 1941 selbst versenkt, noch 1941 als Empire Rani wieder in Fahrt, 1950 nach Italien: Karachi, 1959 abgewrackt                                                                           |
| Ockenfels (3)                      | Tecklenborg BauNr. 287 | 7574 11.328 | 28.07.1921 13.10.1921 | Januar 1937 Havarie im Atlantik, nach Lissabon eingeschleppt, August 1940 wegen Unternehmen Seelöwe nach Le Havre, 12. Februar 1943 nach Minentreffern nahe der Terschelling-Bank gesunken                                       |